# 0800 Heaven
«0800 Heaven» — песня английских диджеев Нейтана Доу и Джоэла Корри и английской певицы Эллы Хендерсон. Сингл был выпущен 9 июня 2023 года лейблом Warner. Песня заняла девятое местов чарте UK Singles Chart.

## Предыстория и восприятие
После релиза Доу поделился своим волнением по поводу релиза, сказав: «Я придумал концепцию для этой песни, когда гастролировал прошлым летом». Он также поделился тем, что был счастлив, что ему удалось воплотить «идею в жизнь» с Корри и Хендерсон. Для Хендерсон песня является «одной из [моих] любимых вещей», которые она когда-либо делала, а Корри добавил, что композиция «абсолютно потрясающая». Акустическая версия песни была выпущена 6 июля 2023 года.
Песня была описана как давая «мгновенные классические вибрации Ивисы». Оскар Ерушалми из EDM Tunes думал, что композиция была «туром эйфории на танцполе», который демонстрирует их «универсальность и навыки совместной работы». Джордж Гриффитс из Official Charts Company похвалил вокал Хендерсон, заявив, что её внешность «соответствует силе её голоса с парящим, ревущим производством, которое её поддерживает». Гриффитс предсказал, что летом песня «будет взрываться везде, где светит кипящее жаркое солнце»

## Чарты

### Недельные чарты
| Чарт (2023)                            | Высшая позиция |
| -------------------------------------- | -------------- |
| Бельгия/Фландрия (Ultratop 50)         | 21             |
| Чехия (Rádio — Top 100)                | 31             |
| Ирландия (IRMA)                        | 13             |
| Lebanon (Lebanese Top 20)              | 20             |
| Нидерланды (Dutch Top 40)              | 4              |
| Нидерланды (Single Top 100)            | 27             |
| Великобритания (OCC UK Singles)        | 9              |
| Великобритания (OCC UK Dance)          | 3              |
| США (Billboard Dance/Mix Show Airplay) | 13             |

### Годовые чарты
| Чарт (2023)                    | Позиция |
| ------------------------------ | ------- |
| Belgium (Ultratop 50 Flanders) | 73      |
| Netherlands (Dutch Top 40)     | 22      |

## Сертификации
| Регион                                                                      | Сертификация | Продажи |
| --------------------------------------------------------------------------- | ------------ | ------- |
| Великобритания (BPI)                                                        | Платиновый   | 600 000 |
| Данные о продажах + прослушиваниях приведены только на основе сертификации. |              |         |